# فيوليت برلين
فيوليت برلين (بالإنجليزية: Violet Berlin)‏ هي منتجة تلفزيونية ومقدمة تلفزيونية بريطانية، ولدت في 2 يناير 1968 في زونغولداق في تركيا.

## وصلات خارجية
- فيوليت برلين على موقع IMDb (الإنجليزية)